# Micropternodontidae
I micropternodontidi (Micropternodontidae) sono un gruppo di mammiferi estinti, probabilmente appartenenti agli eulipotifli. Vissero tra il Paleocene inferiore e il Miocene inferiore (circa 64 - 22 milioni di anni fa) e i loro resti fossili sono stati ritrovati in Nordamerica e in Asia.

## Descrizione
Questi animali dovevano essere piccoli insettivori vagamente simili ai soricidi e ai talpidi attuali. Le forme più antiche, come Prosarcodon o Carnilestes, erano privi dei terzi molari (la formula dentaria era 3/3, 1/1, 4/4, 2/2), ma curiosamente le forme più recenti come Micropternodus e Sinosinopa ne erano dotate. Ciò implicherebbe un lungo ghost lineage oppure il fatto che i micropternodontidi non erano un gruppo monofiletico. 
I molari inferiori di questi animali erano dotati di cuspidi taglienti, con trigonidi ampi e alti, e talondi piuttosto allungati (nelle forme antiche) o accorciati mediodistalmente (in Micropternodus). Il quarto premolare era submolariforme. I molari superiori delle forme più antiche erano obliqui (con paracono e metacono molto vicini fra loro), un ipocono in posizione linguale sul primo molare e una piattaforma stilare piuttosto stretta ma con stili prominenti. In forme più recenti come Sarcodon, l'ipocono era più grande, fino a raggiungere enormi dimensioni nei premolari di Micropternodus. Quest'ultimo genere possedeva un quarto premolare zalambdodonte e i molari superiori dilambdodonti con una piattaforma stilare ampia; i molari superiori, in questo modo, assomigliavano a quelli dei toporagni attuali, ma i denti inferiori se ne discostavano ampiamente. 

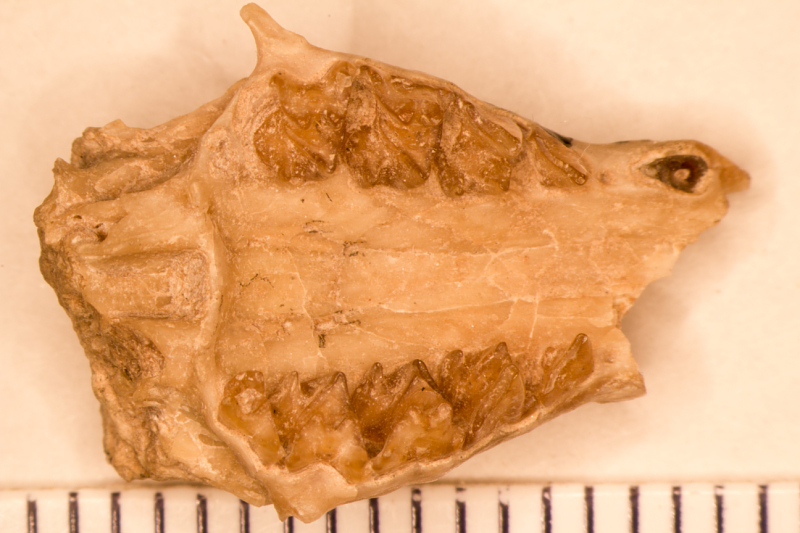
Cranio parziale di Micropternodus strophensis

Lo scheletro postcranico dei micropternodontidi è poco noto, ma alcuni fossili attribuiti a Micropternodus indicano che l'omero era ampio quanto lungo, con il tubercolo per l'inserzione del muscolo teres major enormemente sviluppato e la cresta deltopettorale (con il solco per il bicipite) quasi perpendicolare all'asse lungo dell'omero. Queste caratteristiche si riscontrano anche nelle odierne talpe.

## Classificazione
La famiglia Micropternodontidae comprende alcuni piccoli mammiferi probabilmente insettivori tipici del Paleogene di Asia e Nordamerica. Questi animali sono stati variamente attribuiti agli eulipotifli (vicini ai soricidi e ai talpidi) o ai cimolesti (in particolare derivati dai paleorictidi). Tutti questi gruppi sono accomunati dalla presenza di un'apertura nella parete dell'orecchio medio, la finestra piriforme, ed è possibile che questa caratteristica accomuni questi gruppi a livello di parentela evolutiva.
Di seguito è riportato un cladogramma tratto da https://www.mv.helsinki.fi/home/mhaaramo/metazoa/deuterostoma/chordata/synapsida/eutheria/insectivora/micropternodontidae.html:
```
†
Micropternodontidae
 sensu McKenna & Bell, 1997
  |--o †
Carnilestes
 Wang & Zhai, 1995; L. Pal. EAs., M. Pal. EAs.
  |  |-- †
C. palaeoasiaticus
 Wang & Zhai, 1995
  |  `-- †
C. major
 Wang & Zhai, 1995
  |--o †
Prosarcodon
 McKenna et al. 1984
  |  |-- †
P. lonanensis
 McKenna et al. 1984
  |  `-- †
P. minutus
 Lopatin & Kondrashov, 2004
  |-- †
Jarveia
 Nessov, 1987
  |-- †
Hyracolestes ermineus
 Matthew & Granger, 1925
  |-- †
Sarcodon pygmaeus
 Matthew & Granger, 1925
  |-- †
Sinosinopa
 Qi, 1987
  |--o †
Micropternodus
 Matthew, 1903 [
Kentrogomphios
 White, 1954]
  |  |-- †
M. borealis
 Matthew, 1903
  |  |-- †
M. montrosensis
 Ostrander 1983
  |  |-- †
M. morgani
 Stirton & Rensberger, 1964
  |  `-- †
M. strophensis
 (White 1954) [
Kentrogomphios strophensis
 White, 1954]
  `-- †
Clinopternodus gracilis
 (Clark 1936) Clark, 1937
```

## Paleoecologia
È probabile che i micropternodontidi fossero animali scavatori, data la morfologia dello scheletro simile a quella delle talpe, e che si nutrissero di insetti e di piccoli invertebrati.